# Tablić
Tablić eller tavlan är ett populärt kortspel i Kroatien, Bosnien och Hercegovina, Montenegro och Serbien. Det är lätt att lära sig, även om spelreglerna är lite mer komplicerade än, till exempel, Briscola.
Kortleken har 52 kort. Korten sorteras i färger - röda och svarta, som har 4 typer: spader ( ♠ ), hjärter ( ♥ ), ruter ( ♦ ) och klöver ( ♣ ).
Varje färg består av 13 kort; från 1 till 10, knekt, dam och kung. Alla tior, förutom de rutiga tiorna som är värda två, är värda en poäng. Ess är värt en poäng och representerar både nummer 1 och 11. Knekt representerar 12, dam 13 och kung nummer 14, och var och en av dem är värd en poäng. Dock är två klöver värda en poäng.

## Spelregler
Den som har blandat kortleken delar ut korten till spelarna. Alla ska ha 6 kort, kortutdelaren delar först ut 3 till var och en av de andra och sedan 3 till sig själv. Korten delas ut på samma sätt en gång till. Under kortutdelningen kuperar en av spelarna kortleken och tar sedan 4 kort, som hen lägger med framsidan uppåt på bordet. Vanligtvis visar kortutdelaren öppet det sista kortet i kortleken som kommer att delas ut till honom i den sista utdelningen.
Målet med spelet är att samla så många poäng och tavlor som möjligt. En tavla är komplett om spelaren har plockat upp alla korten på bordet med sitt kort. Tavlan är värd 1 poäng. Det finns totalt 22 poäng på korten, och oftast 25 poäng, eftersom 3 poäng ges till den spelare som har flest kort.
Om spelet spelas med två, spelar den spelare som inte delade ut kort först. Hen kan lägga vilket som helst av sina kort, och hens mål är att använda sitt kort, till exempel tio, för att plocka upp alla kort på bordet som tillsammans är lika med 10, och regeln är att om det finns till exempel två femmor och två tior på bordet tar han båda femmor (5+ 5=10), men även resterande tior (10+0=10) och i så fall skrivs tavlan till honom.
När man spelar med två tar det vanligtvis 6 till 7 spelomgångar för att utse en vinnare.